# Ісаак Куенка
Ісаак Куенка (ісп. Isaac Cuenca, нар. 27 квітня 1991, Реус) — колишній іспанський футболіст, нападник.

## Клубна кар'єра
Ісаак почав займатися футболом у 2001 році в школі «Еспаньйола», коли йому було 10 років. В 2003 році вступив до академії «Барселони», але 2006 року повернувся в команду свого рідного міста «Реус». У 2008 році відправився в команду «Дамм», а у 2009 році знову повернувся в «Барселону».
У 2010 році був заявлений за «Барселону Б», після чого Куенка відразу був відданий в річну оренду каталонському клубу «Сабадель», який виступав в Сегунді Б. Більшість часу, проведеного у складі «Сабаделя», був основним гравцем атакувальної ланки команди.
До складу клубу «Барселони» повернувся у червні 2011 року, дебютувавши у фарм-клубі 4 вересня 2011 року, а в основній команді — 19 жовтня. 31 січня 2012 року Ісаак уклав контракт з «Барсою» розрахований до червня 2015 року, а також був включений в склад першої команди. Проте закріпитися в основі «блау-гранас» Куенка так і не зумів, зігравши загалом за каталонський клуб лише 16 матчів в національному чемпіонаті. 2013 року також здавався в оренду в амстердамський «Аякс», але і там майже не грав через травми, хоча і став з командою чемпіоном Нідерландів.
10 липня 2014 року Куенка і «Барселона» розірвали контракт за обопільною згодою, а в кінці того ж дня Ісаак підписав річний контракт з «Депортіво», де провів наступний сезон і допоміг да-корунцям зберегти прописку в Ла Лізі.
7 серпня 2015 року Куенка підписав трирічний контракт з турецьким «Бурсаспором». Вже 1 лютого 2016 року Куенка повернувся до своєї країни та підписав контракт з «Гранадою» до кінця сезону. У червні 2017 року, після вильоту андалузців з Ла Ліги, він приєднався до чемпіона Ізраїльської прем'єр-ліги «Хапоель Беер-Шева» за дворічним контрактом. Він виграв чемпіонат за свій єдиний рік на Близькому Сході, хоча і не був основним гравцем у планах тренера Барака Бахара.
Перед сезоном 2018-2019 Куенка повернувся до свого першого професійного клубу «Реус». Після того, як він відіграв усю передсезонну підготовку на правах оренди, його не змогли зареєструвати. «Реус» стверджував, що Іспанська футбольна ліга відхилила його реєстрацію через низьку зарплату, тоді як організація стверджувала, що клуб порушив обмеження щодо зарплат.
У січні 2019 року Куенка знову поїхав за кордон і підписав трирічний контракт з можливістю продовження ще на рік з японським клубом «Саган Тосу» з Джей-ліги. Він приєднався до співвітчизників Фернандо Торреса та Луїса Каррераса, свого товариша по команді та тренера відповідно.
Наступного року Куенка перейшов до «Вегалта Сендай» у тому ж чемпіонаті. У лютому 2020 року він отримав травму меніска правого коліна, яка вивела його з гри на пів року. Він розірвав контракт у квітні 2021 року, щоб повернутися додому на лікування. Врешті він закінчив кар'єру так і не повернувшись до футболу. 

## Виступи за збірні
2011 року провів два матчі у складі молодіжної збірної Іспанії, а наступного року — ще один у формі олімпійської збірної.
30 грудня 2011 року провів один матч у складі збірної Каталонії.
| Дата       | Місто     | Господарі | Результат | Гості | Турнір           | Голи | Примітки |
| ---------- | --------- | --------- | --------- | ----- | ---------------- | ---- | -------- |
| 30/12/2011 | Барселона | Каталонія | 0 – 0     | Туніс | товариський матч | -    |          |
| Усього     |           | Матчів    | 1         |       | Голів            | 0    |          |

## Титули і досягнення
«Барселона»
- Переможець Клубного чемпіонату світу (1): 2011
- Володар Кубка Іспанії (1): 2011/12

 «Аякс»
- Чемпіон Нідерландів (1): 2012/13